# Чигляєв Валерій Іванович
Валерій Іванович Чигляєв (нар. 14 липня 1957, м. Ірпінь, Київська область, УРСР) — український актор театру та кіно, гуморист, шоумен, продюсер, режисер. Заслужений артист України (1997). Народний артист України (2019).

## Життєпис
Народився 14 липня 1957 року в Ірпені.
У 1980 році закінчив Київський театральний інститут імені Івана Карпенка-Карого (майстерня Леоніда Олійника).
Працює в театрі на Подолі та театрі на Печерську в Києві.
Валерій Чигляєв популярний своїми роботами на телебаченні, зокрема як ведучий, в тому числі у програмі «Золотий гусак», різноманітних неполітичних ток-шоу.
Актор має яскраве амплуа комедійного персонажа, майстерно володіє різноманітними засобами акторського мистецтва. Член Національної спілки кінематографістів України.

## Фільмографія

### Актор
- «Кілька любовних історій»,
- «Димка»,
- «Острів скарбів» (а/ф) в складі трупи «Гротеск» (Одеський театр «Гротеск»)[4],
- «Острів любові» (т/с),
- «Роксолана» (т/с) тощо.

### Озвучування
- 2004—2005 — Гора самоцвітів:
  - Тлумачення снів — від автора
  - Лисиця сирота — півень
  - Шейдулла-ледар — Шейдулла, мудрець
  - Як пан конем був — від автора
  - Цар і ткач — Цар

### Дубляж
- 2011 — Тачки 2 — Франческо Вертутті
- 2012 — Пірати! Банда невдах — піратський король
- 2013 — Турбо — Анжело

## Робота у театрі
- Київський академічний театр на Печерську[5]:
  - «Вистава після вистави»
  - «Ведмідь» А. П. Чехов — Лука
  - «У кожного власні дивацтва» (за оповіданням «Іонич» А. П. Чехова) — Тигров